# بوبي بويد
بوبي بويد (بالإنجليزية: Bobby Boyd)‏ هو لاعب كرة قدم أمريكية أمريكي، ولد في 3 ديسمبر 1937 في دالاس في الولايات المتحدة، وتوفي في 28 أغسطس 2017 في غارلاند في الولايات المتحدة.

## وصلات خارجية
- بوبي بويد على موقع مرجع كرة القدم المحترفة.كوم (الإنجليزية)